# République (videohra)
République je videohra typu stealth-survival horror, kterou vydala společnost Camouflaj LLC, ve spolupráci s Logan Games. První vydání hry (19. prosince 2013) bylo určeno pouze pro iOS, následně vyšla i pro Android a systémy Windows a OS X. V roce 2016 vyšla verze pro herní konzoli PlayStation 4, v roce 2018 pro Nintendo Switch, a později také pro cloudovou platformu Google Stadia v roce 2020. Verze hry pro headsety virtuální reality Oculus Go a Oculus Quest vyšla v roce 2019. V roce 2022 byla vydána aktualizovaná verze pro PlayStation 5 a další next-gen konzole.
Druhá epizoda hry (s navazujícím příběhem) byla pro iOS vydána 30. dubna 2014. V roce 2022 byla pro platformy Oculus Rift, PlayStation VR, a další zařízení vydána verze s podporou virtuální reality.
Vývoj hry byl financován pomocí kampaně na Kickstarteru, která byla úspěšná (ukončena k 11. květnu 2012) a vynesla tvůrcům více než 500 000 dolarů.

## Gameplay
Hra République kombinuje prvky stealth akce se survival hororem. Hráč komunikuje s hlavní hrdinkou Hope přes mobilní telefon a počítač a pomáhá jí v útěku. Hráč ovládá kamery, ke kterým se dostal díky svým hackerským schopnostem, umístěné ve fiktivním totalitním státě; République. Hráč musí během hry používat tzv. "OMNI View", což je software, který mu umožní širší pohled, odemykat a zamykat dveře, rozptylovat hlídky, či získávat informace. V některých případech musí hráč "OMNI View" upgradovat na vyšší verze, aby se mohl dostat do oblastí s vyšším zabezpečením. Ve Windows a OS X verzi hry bude mít hráč přístup k více kamerám najednou.

## Epizoda 1
République (resp. 1. epizoda nazvaná Exordium) se odehrává v nepojmenovaném totalitním státě (podobný Orwellovu románu 1984), v zařízení Metamorphosis. Prizraci, lidé, kteří jsou oddáni totalitnímu systému, provádí experimenty na tzv. Pre-Cal lidech. Ti se narodili a vyrostli v objektu. Jedna Pre-Cal žena, Hope (dabovaná Renou Stroberovou) zkontaktuje hráče pomocí telefonu a požádá ho, jestli by jí nemohl pomoci dostat se z Metamorphosis. Společně s hráčem pak přijímá pomoc od Coopera, který v přestrojení pracuje v zařízení pro USA.

## Epizoda 2
Druhá epizoda pod názvem Metamorphosis byla pro iOS zařízení uvedena 30. dubna 2014. Nabízí několik vylepšení oproti první epizodě, např. 3D mapu, nové možnosti systému "OMNI View", ARC Prizrak, a další.